# Madeleine repentante (Le Caravage)
Pour les articles homonymes, voir Madeleine repentante.
La Madeleine repentante est un tableau exécuté par Caravage, vers 1593-1594, soit peu après son installation à Rome.

## Historique
Conservé à la Galerie Doria-Pamphilj, dans la capitale italienne, c’est l’une de premières œuvres à caractère religieux connues de Caravage.

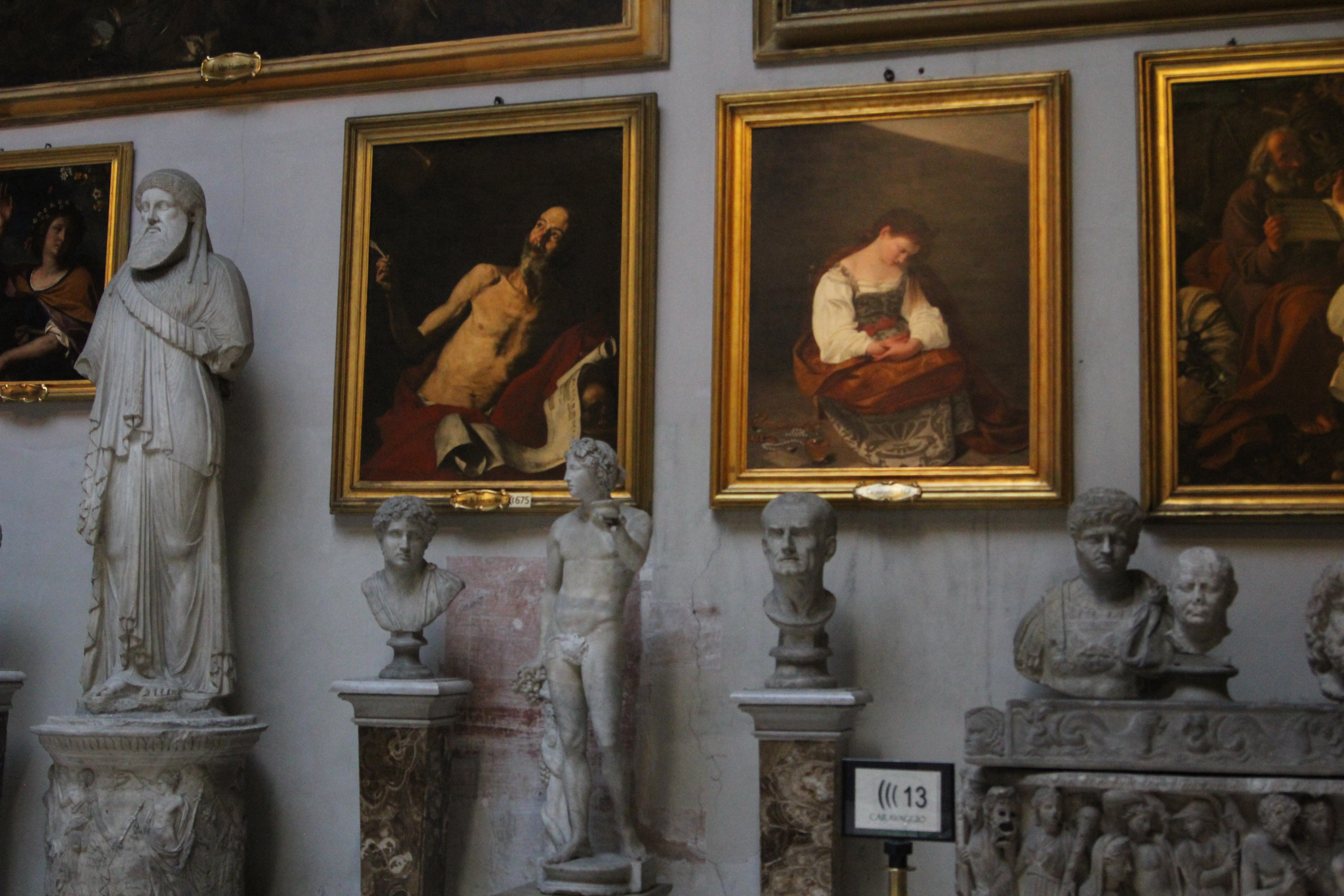
Présentation actuelle du tableau dans la Galerie Doria Pamphilj.

Le cardinal Aldobrandini, neveu du pape Clément VIII, a peut-être été le premier propriétaire de ce tableau.
La courtisane Anna Bianchini a été identifiée comme le modèle de cette Madeleine et de la madone du Repos pendant la fuite en Égypte, peint vers 1595.

## Composition
L’iconographie de Marie-Madeleine est traditionnellement déclinée en deux modes. Le premier la représente en ermite dans le désert, après la mort du Christ ; femme séduisante, non dénuée de sensualité, une longue chevelure ondoyante couvrant sa nudité, elle prie ou médite, avec ses habituels attributs du repentir, crâne, croix, livre biblique.
Dans le deuxième, Marie-Madeleine est une jeune femme de la haute bourgeoisie, élégamment vêtue et un flacon d’onguent permet son identification.
Le Caravage s’écarte de ces règles et symboles chrétiens et sa Madeleine repentante est un portrait naturaliste et Giovanni Pietro Bellori le décrit fort justement dans ses Vite :

« Le Caravage peignit ainsi une jeune fille assise sur une chaise, les mains dans son giron et occupée à se sécher les cheveux ; il la représenta dans une pièce et, ajoutant un petit vase à parfum et quelques bijoux dispersés sur le sol, il prétendit qu’il s’agissait de sainte Madeleine. »

Figure mythique de la Contre-Réforme, Marie-Madeleine devient un sujet d’inspiration dans les domaines pictural et littéraire, incarnant, avec ses attitudes contritionnistes, la pécheresse repentie.
Le peintre représente Marie-Madeleine sous les traits d’une jeune femme, vue en plongée, dans un intérieur sombre, dépouillé, éclairé par un rai de lumière projeté dans l’angle supérieur droit et formant un triangle, évocation du message divin. Elle est assise sur une chaise basse, prostrée dans une position ovoïde, les yeux clos, la tête penchée sur le côté gauche, les longs cheveux roux dénoués et venant vraisemblablement d’être lavés ; elle est vêtue d’un chemisier blanc dont la chute dénude son épaule droite, d’une robe retroussée jusqu’aux genoux par-dessus une jupe à tissu damassé.
Subtilement, Caravage nous montre son héroïne dans sa phase ultime de conversion et le conflit intérieur qui l’anime ; elle est solitaire, une délicate larme tombe sur le côté droit de son nez, elle est plongée dans une profonde méditation et, humblement, se prépare à son nouveau destin spirituel. En signe de renoncement aux plaisirs de sa vie passée, elle abandonne sur le sol ses bijoux en or et son collier de perles blanches, qu’elle a cassé.